# Metalimnophila spissigrada
Metalimnophila spissigrada är en tvåvingeart som först beskrevs av Alexander 1926.  Metalimnophila spissigrada ingår i släktet Metalimnophila och familjen småharkrankar. Inga underarter finns listade i Catalogue of Life.